# Шантеклер (яйце Фаберже)
Великоднє яйце «Шантеклер» — ювелірне яйце-годинник фірми Карла Фаберже, виготовлене близько 1904 року на замовлення російського промисловця Олександра Фердинандовича Кельха як великодній подарунок для дружини Варвари Петрівни Кельх. Є одним із семи яєць Фаберже, що виготовлялись щороку для родини Кельхів з 1898 по 1905 рік.